# Leucania hypocapna
Leucania hypocapna är en fjärilsart som beskrevs av Joannis 1932. Leucania hypocapna ingår i släktet Leucania och familjen nattflyn. Inga underarter finns listade i Catalogue of Life.